# 平坦隐绵蟹
平坦隐绵蟹（学名：Cryptodromia planaria）为绵蟹科隐绵蟹属的动物。在中国大陆，分布于西沙群岛等地，生活环境为海水，多栖息于珊瑚礁浅水中。